# Dinamismo comunicativo
En lingüística, el Dinamismo comunicativo (DC) es una de las nociones clave de la teoría de la perspectiva funcional de la oración (FSP), desarrollada principalmente por Jan Firbas y sus seguidores en la Escuela de Praga.
El DC se describe canónicamente como "a phenomenon constantly displayed by linguistic elements in the act of communication. It is an inherent quality of communication and manifests itself in constant development towards the attainment of a communicative goal; in other words, towards the fulfilment of a communicative purpose." [un fenómeno que muestran constantemente los elementos lingüísticos en el acto de comunicación. Es una cualidad inherente a la comunicación y se manifiesta en un desarrollo constante hacia la consecución de un objetivo comunicativo; es decir, hacia el cumplimiento de un propósito comunicativo.]
Una extensa investigación en FSP ha establecido que el Dinamismo comunicativo es una cuestión de grado:

"Entering into the flow of communication, the meaning conveyed by a linguistic element acquires the character of information and participates in the development of the communication and in the fulfilment of the communicative purpose. If unhampered by other factors, linear modification produces the following effect. The closer to the end of the sentence an element comes to stand, the greater the extent to which it contributes towards the development and completion of the communication. Whereas the element occurring finally contributes most to this development, the element occurring initially contributes least to it. Elements occurring neither at the beginning nor at the end rank between the two. In this way, the element occurring finally proves to be the most dynamic element within the sentence, for it completes the development of the communication; it is the element towards which the communication is perspectived. The element occurring initially is the least dynamic. The other elements rank between them. In regard to the dynamics of the communication, all elements display different degrees of communicative dynamism (CD)."

[Al entrar en el flujo de la comunicación, el significado transmitido por un elemento lingüístico adquiere el carácter de información y participa en el desarrollo de la comunicación y en el cumplimiento de la finalidad comunicativa. Si no se ve obstaculizada por otros factores, la modificación lineal produce el siguiente efecto. Cuanto más cerca del final de la frase se encuentre un elemento, mayor será su contribución al desarrollo y a la finalización de la comunicación. Mientras que el elemento que aparece al final es el que más contribuye a este desarrollo, el que aparece al principio es el que menos contribuye. Los elementos que no aparecen ni al principio ni al final se sitúan entre ambos. De este modo, el elemento que aparece al final resulta ser el más dinámico dentro de la frase, ya que completa el desarrollo de la comunicación; es el elemento hacia el que la comunicación se perspectiviza. El elemento que aparece inicialmente es el menos dinámico. Los demás elementos se sitúan entre ellos. En cuanto a la dinámica de la comunicación, todos los elementos muestran diferentes grados de Dinamismo comunicativo (DC).]

La noción de Dinamismo comunicativo fue introducida en lingüística por Jan Firbas en 1956 en un estudio llamado Poznámky k problematice anglického slovního pořádku s hlediska aktuálního členění větného [Algunas notas sobre el problema del orden de las palabras en inglés desde el punto de vista de la perspectiva funcional de la oración].
 Hoy en día, el término está firmemente establecido en las principales gramáticas académicas, así como en las obras de referencia generales sobre lenguaje y lingüística:
- "Communicative dynamism refers to the variation of communicative value as between different parts of an utterance." [El dinamismo comunicativo se refiere a la variación del valor comunicativo entre las diferentes partes de un enunciado][4]
- "communicative dynamism: variation in the importance or prominence of different parts of an utterance in conveying communication." [Dinamismo comunicativo: variación en la importancia o prominencia de diferentes partes de un enunciado en la transmisión de la comunicación][5]

## Recursos adicionales
- Libuše Dušková, "Basic distribution of communicative dynamism vs. nonlinear indication of functional sentence perspective" [Distribución básica del dinamismo comunicativo versus indicación no lineal de la perspectiva funcional de la oración] IN Eva Hajičová, Tomáš Hoskovec, Oldřich Leška, Petr Sgall and Zdena Skoumalová (eds): Prague Linguistic Circle Papers - Travaux du cercle linguistique de Prague nouvelle série (3), Ámsterdam: John Benjamins, 1999, págs. 249–261. https://doi.org/10.1075/plcp.3
- Libuše Dušková, "Deviations from the basic distribution of communicative dynamism as a style marker" [Desviaciones de la distribución básica del dinamismo comunicativo como marcador de estilo], Brno Studies in English 41(1), 2015, págs. 29–40. https://digilib.phil.muni.cz/bitstream/handle/11222.digilib/134762/1_BrnoStudiesEnglish_41-2015-1_4.pdf
- Jan Firbas, "On the concept of communicative dynamism in the theory of functional sentence perspective’ [Sobre el concepto de dinamismo comunicativo en la teoría de la perspectiva funcional de la oración], Sborník prací Filozofické fakulty brněnské univerzity A19, 1971, págs. 135–144. https://digilib.phil.muni.cz/bitstream/handle/11222.digilib/100731/A_Linguistica_19-1971-1_14.pdf
- Jan Firbas, "Die Träger des kommunikativen Dynamismus" [Portadores de dinamismo comunicativo] IN Günter Weise (ed.): Kommunikativ-funktionale Sprachbetrachtung 1, Halle an der Saale: Martin-Luther-Universität, 1981, págs. 80–86.
- Jan Firbas, "On the operation of communicative dynamism in functional sentence perspective" [Sobre la operación del dinamismo comunicativo en la perspectiva funcional de la oración], Leuvense Bijdragen 76, 1987, págs. 289–304.
- Jan Firbas, Functional Sentence Perspective in Written and Spoken Communication [Perspectiva funcional de la oración en la comunicación escrita y hablada], Cambridge: Cambridge University Press, 1992. https://doi.org/10.1017/CBO9780511597817
- Jan Firbas, "Communicative Dynamism" [Dinamismo comunicativo] IN Handbook of Pragmatics, Amsterdam/Philadelphia: John Benjamins, 1999. https://doi.org/10.1075/hop.5.comm4
- Concepción Cabrillana Leal, "Aproximación al concepto de 'Dinamismo comunicativo'", Revista Española De Lingüística, 22(2), 1992, págs. 397–404. http://www.sel.edu.es/pdf/jul-dic-92/22-2-Notas-Informacion.pdf
- Aleš Svoboda, Kapitoly z funkční syntaxe [Capítulos de la sintaxis funcional], Praga: Státní pedagogické nakladatelství, 1989.
- Ludmila Uhlířová and Aleš Svoboda, "DISTRIBUČNÍ POLE" [Campo de distribución]  IN Petr Karlík, Marek Nekula and Jana Pleskalová (eds): CzechEncy - Nový encyklopedický slovník češtiny, online, 2017. https://www.czechency.org/slovnik/DISTRIBU%C4%8CN%C3%8D%20POLE (consultado: 25 de marzo de 2021)
- Ludmila Uhlířová and Aleš Svoboda, "STUPNICE VÝPOVĚDNÍ DYNAMIČNOSTI" [Escala de dinamismo comunicativo] IN Petr Karlík, Marek Nekula and Jana Pleskalová (eds): CzechEncy - Nový encyklopedický slovník češtiny, online, 2017. https://www.czechency.org/slovnik/STUPNICE%20V%C3%9DPOV%C4%9ADN%C3%8D%20DYNAMI%C4%8CNOSTI (consultado: 25 de marzo de 2021)
- Ludmila Uhlířová and Aleš Svoboda, "VÝPOVĚDNÍ DYNAMIČNOST" [Dinamismo comunicativo] IN Petr Karlík, Marek Nekula and Jana Pleskalová (eds): CzechEncy - Nový encyklopedický slovník češtiny, online, 2017. https://www.czechency.org/slovnik/V%C3%9DPOV%C4%9ADN%C3%8D%20DYNAMI%C4%8CNOST (consultado: 25 de marzo de 2021)